# Église Sainte-Marie et Sainte-Anne de Carlucet
L'église Sainte-Marie et Sainte-Anne de Carlucet est une église catholique située au village de Carlucet sur le territoire de la commune de Saint-Crépin-et-Carlucet, Dordogne.

## Localisation
L'église est située dans le département français de la Dordogne, sur la commune de Saint-Crépin-et-Carlucet.

## Historique et description

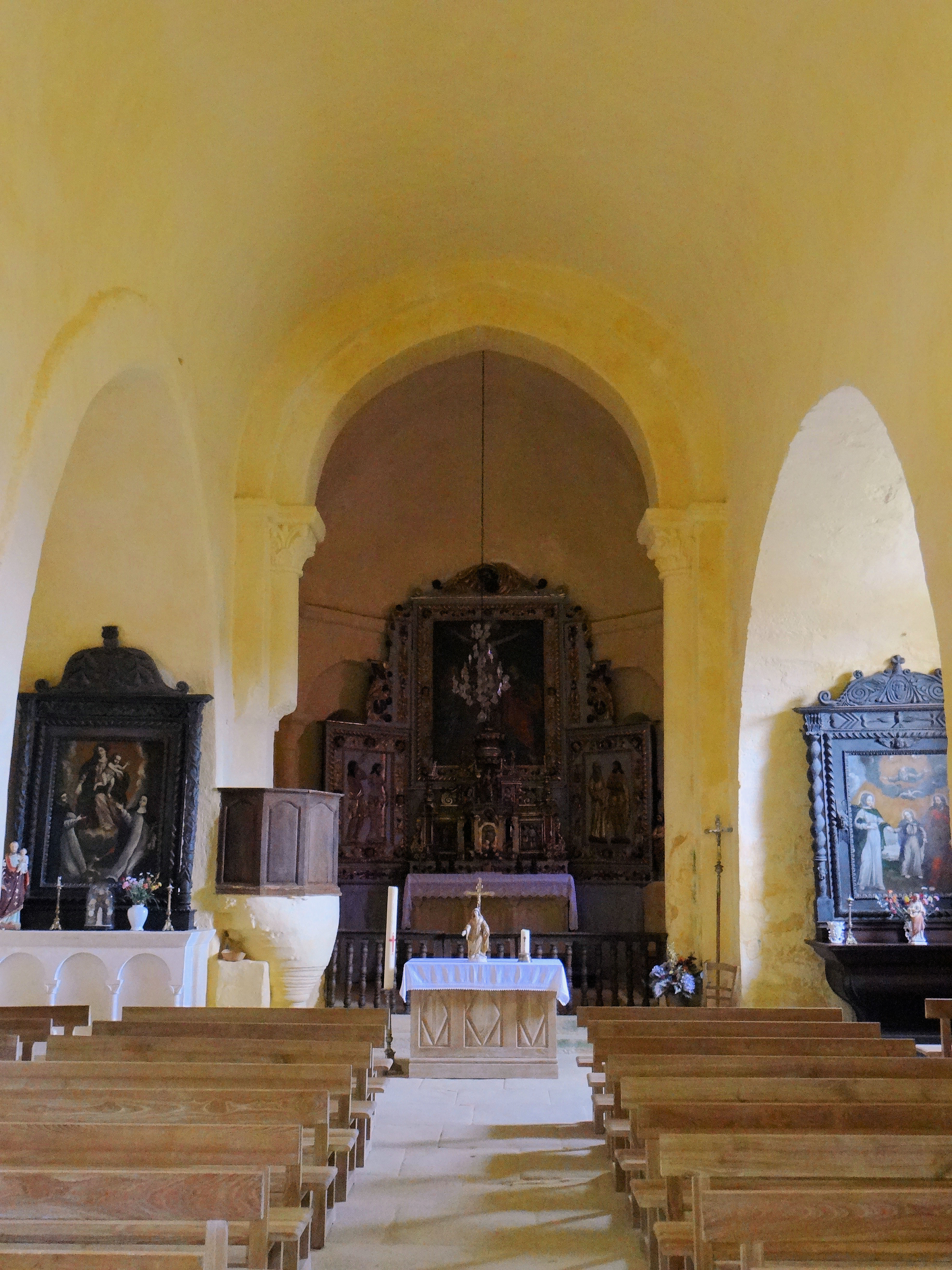
La nef en plein cintre, les chapelles latérales, l'arc triomphal du chœur et les trois retables du XVIIe siècle

On accède à l'église par un clocher-porche ou narthex donnant accès à l'église et au cimetière. La partie supérieure du clocher a été reconstruite au XVIIe siècle. L'église à nef unique date du XIIe siècle. Le portail est à trois voussures sous une archivolte. La nef est voûtée en plein cintre. Le chœur est fermé par une abside polygonale à sept pans. L'arc triomphal est soutenu par des colonnes engagées avec des chapiteaux décorés de feuilles d'acanthe. Les ouvertures de la nef ont été refaites au XVIIe siècle. Deux chapelles ont été ajoutées de part et d'autre de la nef à la même époque.
Sur le mur nord du chœur, de récentes restaurations ont permis de découvrir une peinture murale romane. Elle représente le Christ sortant de son tombeau, dans la position où il était au moment de sa mise au tombeau, les mains encore croisées, mais debout, au moment de sa résurrection. Elle évoque le passage entre la mort après le sacrifice de sa vie et la résurrection. Les commanditaires sont peints au pied du tombeau, entourés des instruments de la Passion.
L'ancien prieuré et le cimetière sont inscrits au titre des monuments historiques le 12 octobre 1948, l'église Sainte-Marie et Sainte-Anne de Carlucet a été classée au titre des Monuments historiques le 6 octobre 1977.

## Mobilier
Des fonts baptismaux, ou cuve baptismale à immersion, du XIIe siècle se trouvent à gauche du portail, dans l'église. Ils ont été classés au titre des monuments historiques en 1949.
Le retable du maître autel est en bois de noyer. On y trouve les instruments de la Passion du Christ. La porte du tabernacle est décorée du Christ en croix. Au-dessus a été placée une Vierge à l'Enfant en bois doré. Sur les panneaux se trouvant de part et d'autre sont représentées des scènes de la Passion. Dans le panneau central supérieur, on trouve une peinture datant de 1682 avec le Christ en croix avec la Vierge et saint Jean, Marie Madeleine est agenouillée au pied de la Croix. Les encadrements sont sculptés de chutes de fruits et de têtes d'angelots. L'ensemble a été classé au titre des Monuments historiques en 1999.
De part et d'autre du retable se trouvent deux statues du XVIIe siècle représentant sainte Scolastique et son frère, saint Benoît.
Dans les chapelles latérales ont été placés des retables en bois sculptés et tournés entourant des toiles exécutées par un artiste local et représentant :
- dans la chapelle nord, la Vierge faisant le don du Rosaire à saint Dominique et sainte Catherine de Sienne, avec un chien à leurs pieds tenant un flambeau. C'est le Domini canis qui tient la torche de la Vérité et mord à l'hérétique.
- dans la chapelle sud, la Sainte Famille, la Vierge et saint Joseph guidant les pas de Jésus, sous la protection de Dieu le Père et du Saint Esprit représentés par une colombe.

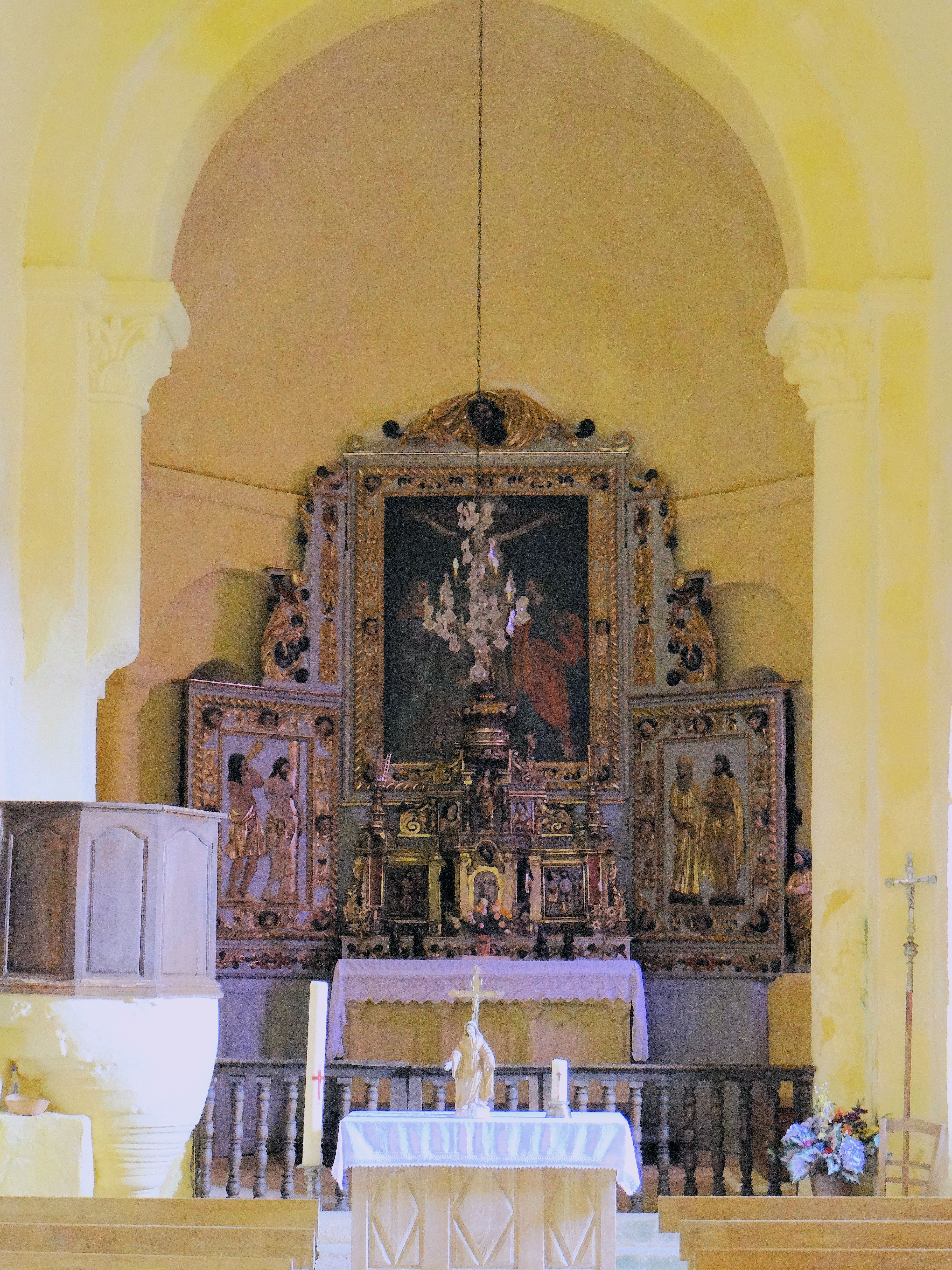
Chœur et arc triomphal. Au-dessus du maître autel, le tabernacle et le retable
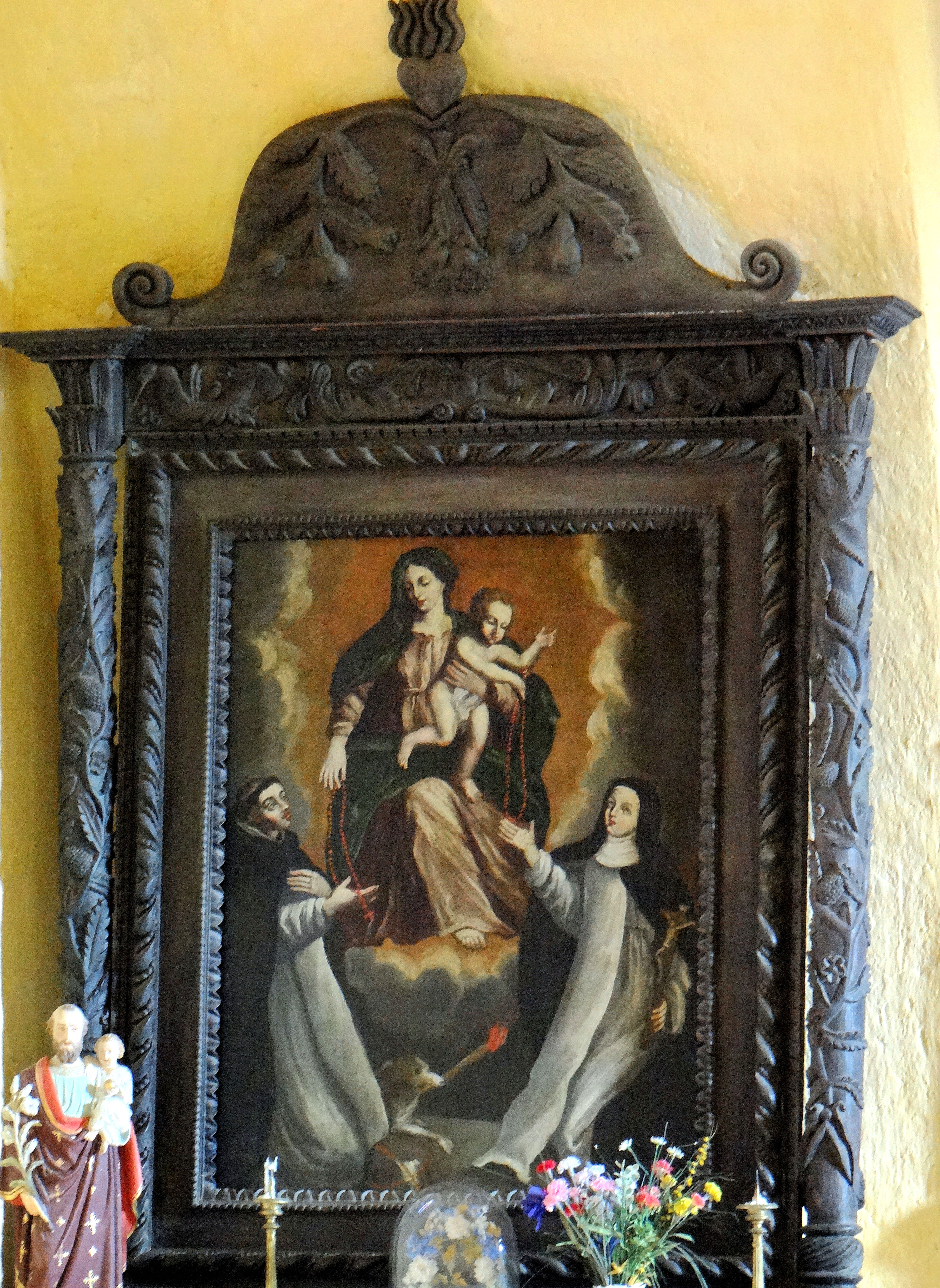
Chapelle nord : retable du Rosaire avec saint Dominique et sainte Scolastique

## Cimetière
Sur le côté sud de l'église se trouve un très rare cimetière à enfeus dont les tombes sont placés dans l'épaisseur du mur. Il a été construit au XVIIe siècle grâce à la générosité du curé François de Costes.
Il a été inscrit au titre des Monuments historiques.